# Municipio de Jefferson (condado de Mahaska)
El municipio de Jefferson (en inglés: Jefferson Township) es un municipio ubicado en el condado de Mahaska en el estado estadounidense de Iowa. En el año 2010 tenía una población de 324 habitantes y una densidad poblacional de 3,06 personas por km².

## Geografía
El municipio de Jefferson se encuentra ubicado en las coordenadas 41°12′43″N 92°49′19″O / 41.21194, -92.82194. Según la Oficina del Censo de los Estados Unidos, el municipio tiene una superficie total de 106.02 km², de la cual 105,54 km² corresponden a tierra firme y (0,46 %) 0,48 km² es agua.

## Demografía
Según el censo de 2010, había 324 personas residiendo en el municipio de Jefferson. La densidad de población era de 3,06 hab./km². De los 324 habitantes, el municipio de Jefferson estaba compuesto por el 98,77 % blancos, el 0,31 % eran amerindios, el 0,62 % eran asiáticos, el 0,31 % eran de otras razas. Del total de la población el 1,54 % eran hispanos o latinos de cualquier raza.